# لوكاس كروز
لوكاس كروز (بالإسبانية: Lucas Cruz)‏ هو مساعد سائق ‏ إسباني، ولد في 26 ديسمبر 1974 في برشلونة في إسبانيا.